# Bellamonte
Bellamonte (Mònt in dialetto locale) è una frazione di Predazzo, situata sulla strada statale 50, che porta a Paneveggio e al Passo Rolle. È comunemente considerata una delle località più suggestive della Val di Fiemme nonché del Trentino, grazie alla sua fortunata posizione, con uno dei più bei panorami sul gruppo delle Pale di San Martino e alle vaste praterie che circondano le caratteristiche baite in tronchi di abete e pietre (Tabià in dialetto). È detta anche "la Monta del Fieno": è infatti consuetudine ancor oggi per molti valligiani il taglio dell'erba. Il tempo della fienagione anticamente era come una vendemmia che portava quassù numerosa gente per un certo periodo di tempo. Lo sfalcio durava da inizio luglio a settembre, e iniziava in una data ben precisa. 

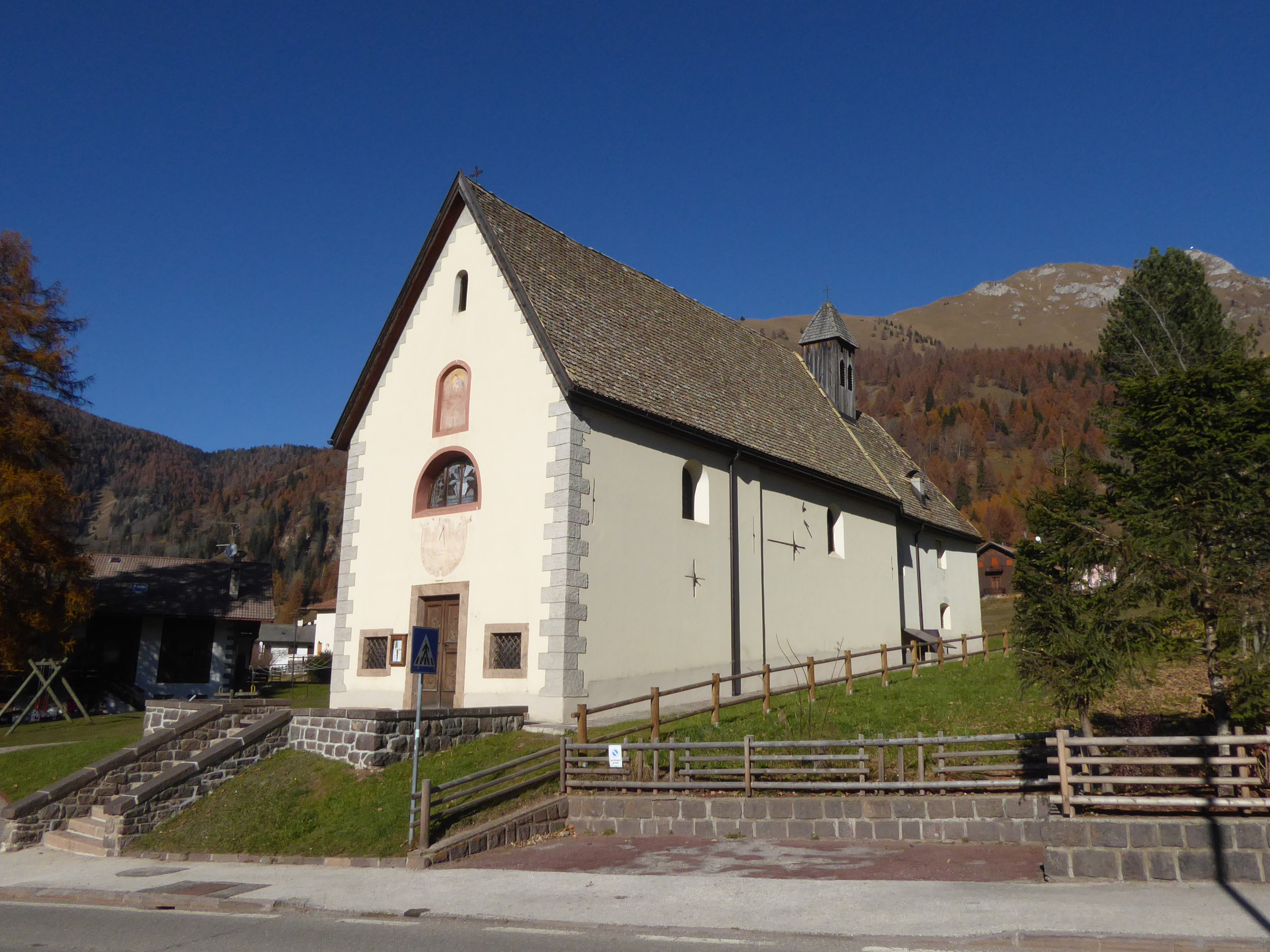
La chiesa di Santa Maria della Neve

Oggi Bellamonte è una località turistica, dotata di numerosi alberghi, case in affitto e un campeggio, con la possibilità di praticare lo sci alpino e lo sci nordico d'inverno e l'escursionismo d'estate. In particolare la frazione è collegata con il comprensorio sciistico dell'Alpe Lusia, raggiungibile anche da Moena.

## Nella cultura di massa
La frazione di Bellamonte insieme al comune di Predazzo costituiscono l'ambientazione principale del romanzo d'esordio "Lazzaro vieni fuori" dello scrittore milanese Andrea G. Pinketts, dove il protagonista dichiara di averci passato le estati degli anni giovanili.